# Arlon (okręg)
Arlon (fr. Arrondissement administratif d'Arlon, nld. Arrondissement Aarlen, niem. Bezirk Arel) – okręg w północnej Belgii, w Regionie Walońskim, w prowincji Luksemburg.  

## Podział administracyjny
Okręg podzielony jest na pięć gmin (nld. gemeente, fr. commmune, niem. Gemeinde), w skład których wchodzi 16 dzielnic (deelgemeente)
| - Arlon (Aarlen / Arel), miasto - Autelbas (Nieder-Elter) - Bonnert (Bunnert) - Guirsch (Girsch) - Heinsch (Heischlingen) - Toernich (Törnich) - Attert - Nobressart (Elchenroth) - Nothomb (Nothum) - Thiaumont (Diedenberg) - Tontelange (Tontelingen) - Aubange (Ibingen), miasto - Athus (Athem) - Halanzy (Holdingen) - Rachecourt (Roesig / Ressig) - Martelange (Martelingen) - Messancy (Metzig) - Habergy (Hewerdingen) - Hondelange (Hondelingen) - Sélange (Selingen) - Wolkrange (Wolkringen) |